# جوسلین صعب
جوسلین صعب (انگلیسی: Jocelyne Saab؛ زادهٔ ۳۰ آوریل ۱۹۴۸- درگذشته ۷ ژانویه ۲۰۱۹) کارگردان فیلم، فیلم‌نامه‌نویس، و روزنامه‌نگار اهل لبنان بود.
او چندین فیلم مستند و چهار فیلم داستانی از جمله فیلم دنیا (۲۰۰۵) را کارگردانی کرده بود.